# Mike Pelyk
Michael Joseph Pelyk (Toronto, 29 settembre 1947) è un ex hockeista su ghiaccio canadese.
Nel corso della carriera ha giocato in NHL e nella WHA.

## Carriera
In occasione dell'NHL Amateur Draft 1964 fu scelto in diciassettesima posizione assoluta dai Toronto Maple Leafs. Dal 1965 Pelyk iniziò a giocare per i Toronto Marlboros, squadra giovanile della OHA affiliata ai Maple Leafs con cui vinse la Memorial Cup del 1967.
Quello stesso anni diventò professionista all'interno dell'organizzazione dei Maple Leafs. Nonostante le aspettative nei suoi confronti Pelyk fece fatica ad inserirsi nella rosa della squadra, e fu costretto spesso a saltare delle partite a causa di diversi infortuni. Nel 1974 lasciò la NHL per approdare nella lega rivale della World Hockey Association. Giocò un anno con i Vancouver Blazers, mentre nella stagione 1975-76 vestì la maglia dei Cincinnati Stingers, squadra in cui rivestì il ruolo di capitano.
Nel 1976 fece ritorno nella NHL ancora a Toronto. Nelle due stagioni successive alternò presenze fra la prima squadra e le formazioni affiliate nella Central Hockey League, i Dallas Black Hawks e i Tulsa Oilers. Nel 1978 dopo aver firmato con i Buffalo Sabres da free agent prese parte al camp estivo, decidendo tuttavia si ritirarsi prima dell'inizio della stagione 1978-79.

## Palmarès

### Club
- Memorial Cup: 1

Toronto Marlboros: 1967